# Richard Thomas Baker
Richard Thomas Baker (1 de diciembre de 1854 – 14 de julio de 1941) fue un especialista en botánica económica, curador de museos, y educador australiano.

## Primeros años
Había nacido en Woolwich, Inglaterra, hijo de Richard Thomas Baker, un herrero, y de Sarah Colkett. Se educa en la Escuela Nacional Woolwich y en Peterborough Training Institution, y posteriormente se certifica en ciencias y artes del Museo Kensington Sur.
Se emplea como maestro asistente sénior en el "School Board de Londres", en 1875, y renuncia en julio de 1879 para migrar a Australia.

## Carrera en Australia
Baker arriba a Australia en septiembre de 1879, y trabaja en el equipo docente del Newington College, de Sídney, como maestro de ciencia y arte, en junio de 1880.
El 15 de enero de 1888 Baker se emplea como curador asistente de Joseph Henry Maiden en el Museo Tecnológico, y en 1901 sucede a Maiden como curador y botánico economista. En 1902 Baker publica una importante obra, A Research on the Eucalypts especially in regard to their essential oils, preparado en colaboración con Henry George Smith, con una 2ª ed, aumentada de 1920.
Baker publica un libro, Building and Ornamental Stones of New South Wales (1908), y, de nuevo en colaboración con H. Smith, sacan una valorable pieza de estudio, The Pines of Australia (1910). 
En 1913 Cabinet Timbers of Australia, y en 1915 dos libros más Building and Ornamental Stones of Australia, y Australian Flora in Applied Art. 
En 1919, publica, The Hardwoods of Australia and their Economics, con muchas ilustraciones. 
Baker se retira del Museo Tecnológico el 30 de junio de 1921. 
Con H.G. Smith publica Woodfibres of Some Australian Timbers (1924).
Baker fue catedrático en forestales en la Universidad de Sídney de 1913 a 1925, miembro de las Reales Sociedades Linneanas de Nueva Gales del Sur, y publicó más de 100 trabajos en sus boletines. Fue miembro del Concejo de la Sociedad linneana de Londres de 1897 a 1922.

## Últimos años y legado
Baker es premiado con la medalla von Mueller por la "Asociación Australiana y de Nueva Zelanda para el Avance de la Ciencia" en 1921, y la "Medalla Clarke de la Real Sociedad de Nueva Gales del Sur en 1922. 
Era amante de la cultura china, y en 1938 se une a la "Real Sociedad de Historia de Australia". 
Fallece en Cheltenham, Nueva Gales del Sur el 14 de julio de 1941, siendo sepultado en la "Necrópolis de Rookwood.
- La abreviatura «R.T.Baker» se emplea para indicar a Richard Thomas Baker como autoridad en la descripción y clasificación científica de los vegetales.[2]